# 霍內特峰
72°12′S 2°59′W / 72.200°S 2.983°W
霍內特峰是南極洲的山峰，位於毛德皇后地的瑪塔公主海岸，屬於阿爾曼嶺的一部分，處於斯諾赫塔穹以西6公里，挪威製圖師根據探險隊的測量和空中照片繪入地圖。